# NWSL x Liga MX Summer Cup
La NWSL x Liga MX Summer Cup est un tournoi féminin de football annuel regroupant des équipes de NWSL et de Liga MX Femenil. La première édition doit se tenir en 2024. C'est en quelque sorte la version féminine de la Leagues Cup.

## Histoire
Lors de la saison 2024, la NWSL Challenge Cup a été réduite à un unique match, ce qui laisse un peu de place dans le calendrier pour une nouvelle compétition. La CONCACAF n'organise pas encore de Ligue des champions féminine, même si une première édition devrait se tenir en 2024 également. La compétition est annoncée en mars 2024. Le tournoi doit commencer le 19 juillet 2024.

## Format
Pour la première édition, la compétition regroupe 20 équipes : les 14 franchises de NWSL sont rejointes par 6 clubs de Liga MX. Ces dernières sont les trois ayant récolté le plus de points lors des tournois d'ouverture et de clôture 2023, à savoir les Tigres UANL, le Club América, les Chivas, le CF Monterrey, le CF Pachuca et Tijuana.
Les équipes sont réparties en cinq groupes de quatre équipes. Les quatre meilleures équipes rejoignent les demi-finales du tournoi.